# Cerkev sv. Janeza Evangelista, Ravena
Cerkev sv. Janeza Evangelista v italijanskem mestu Ravena ob Jadranskem morju je bazilika iz 5. stoletja s štirikotnim zahodnim stolpom iz 10. stoletja, ki je visok 42 metrov. Cerkev je blizu železniške postaje.

## Zgodovina
To je votivna cerkev, ki jo je naročila regentka Gala Placidija, gradnja pa se je začela leta 425. Po smrti svojega brata, zahodnega rimskega cesarja Honorija († 423), ki jo je leta 423 pregnal v Konstantinopel, se je Gala Placidija z otroki vrnila v Raveno, da bi tam za svojega mladoletnega sina Valentinijana III. prevzela državne zadeve. Ko jo je med potovanjem zajela močna nevihta, se je zaobljubila, da bo dala zgraditi cerkev in jo posvetiti Janezu Evangelistu.
Cerkev je stala na območju cesarske rezidence, ki se je raztezalo južno od nje in ki se je nato razširilo proti severu. V kasnejših letih je bila cerkev večkrat prezidana in tako spremenjena. Leta 1747 so jo posodobili. V okviru velike obnove ob Dantejevi stoletnici leta 1921 je bila cerkev obnovljena v prvotno obliko in skromno razširjena. Med drugo svetovno vojno so cerkev leta 1944 zaradi bližine železniške postaje močno poškodovale ameriške letalske bombe. Zvonik je bombardiranje preživel večinoma nepoškodovan. Po vojni je bil - kolikor je bilo mogoče - zgledno obnovljen. Kvadratno pot na stebrih na južni strani je nadomestil zid. Leta 1959 je bil zid popolnoma obnovljen.
Zvonik se je skozi stoletja rahlo nagnil proti severu, kar je posledica peščeno-ilovnatega terena, na katerem je zgrajeno mesto Ravena. Triladijska cerkev je v notranjosti velika 49 krat 22 metrov. Obe stranski ladji sta od glavne ločeni z dvema vrstama stebrov, od katerih je vsak sestavljen iz dvanajstih stebričev. Stebri so bistveno nižji v predelu kora in razkrivajo prvotno raven tal, ki je bila nižja. Ker so bila prvotna tla na nižji ravni, si je prvotno stavbo – kot tudi druge antične stavbe Ravene – treba predstavljati nekoliko višje in vitkejše, kot se zdijo danes. Stebri iz sivega marmorja (bigio antico) imajo rimske kapitele, na katerih slonijo originalni kvadri naravnega kamna, ki veljajo za najstarejše v Raveni.
Dva cerkvena zvona, ki visita v zvoniku, je leta 1208 ulil nemški livar zvonov Robert Saški. Veličastnih mozaikov v apsidi, ki prikazujejo Galo Placidijo v stiski in portretov nekaterih cesarjev, ni več. Vendar je bil stari oltar obnovljen.

## Oprema
Na stenah stranskih ladij so odlomki mozaičnega tlaka, ki je bil približno dva metra nižje. Tisti na steni levega hodnika so iz leta 1213. Predvsem upodabljajo mitska bitja in prizore iz četrte križarske vojne. Gos s kadilnico[1] in dva petelina z (navidezno) mrtvo lisico[2] sta motiva iz poglavja Smrt (pokop) lisice v Roman de Renart (veja XVII). To niso likovno zahtevni dosežki, temveč karikaturalne, skicirane upodobitve. Na levi je kapela s stropnimi poslikavami na oboku, ki izvirajo iz 14. stoletja.
Na portalu pred dvoriščem so gotski reliefi, vklesani v svetlosivi naravni kamen iz leta 1317, ki prikazujejo izročitev relikvij sandal Gali Placidiji in Marijino oznanjenje.
- Slike v notranjosti
- Odlomek talnega mozaika, pritrjenega na steno desno od vhodnih vrat.
- Kapitel.
- Talni mozaik, ki prikazuje krotilca živali (desna ladja, blizu oltarja).
- Talni mozaik, ki prikazuje fantazijsko figuro (na steni levo od apside).
- Talni mozaik prikazuje pihalca z rogom na jamboru jadrnice (leva ladja).
- Talni mozaik, ki prikazuje prizor kazni iz četrte križarske vojne (leva ladja).
- Talni mozaik Gos s kadilnico.
- Talni mozaik Pokop lisice.

### Zvonovi
Dva cerkvena zvonova naj bi imela melanholični mol. Ker je livar zvonov Robert Saški leta 1208 pripeljal s seboj svojo hčer iz Nemčije, da bi pomagala pri odlivanju zvonov, je od takrat vznemirjen zvok obeh cerkvenih zvonov povezan z naslednjo legendo: Ko je prišla v Raveno, se je hči zaljubila in nato potočila veliko solz iz ljubezni. V lonec so padle tudi solze, kar je povzročilo svojevrsten zvok zvonov.